# Josef Kazda
Josef Kazda (21. června 1896 Kbelnice –  19. srpna 1942 Berlín) byl podplukovník generálního štábu (plukovník generálního štábu in memoriam), náčelník štábu Zemského velitelství Obrany národa – Čechy, popravený nacisty.

## Život
Vystudoval pět tříd českého gymnázia v Jičíně a dělostřelecké kadetní školu v Traiskirchenu. První světovou válku prožil v řadách rakousko-uherské armády; od 1. 8. 1917 v hodnosti nadporučíka dělostřelectva. Po vzniku Československa se přihlásil do nově vznikající československé armády, Zúčastnil se sedmidenní války na Těšínsku a maďarsko-československé války. V československé armádě vystřídal různé funkce; dne 8. 7. 1935 byl povýšen na podplukovníka. Po německé okupaci Čech, Moravy a Slezska byl od července 1939 náčelníkem štábu Oblastního velitelství Obrany národa – Velká Praha. Koncem roku 1939 byl zatčen gestapem a  byl vyslýchán v Petschkově paláci. Poté byl uvězněm v Gollnowu a v Berlíně. Dne 20. listopadu 1941 byl odsouzen k trestu smrti. Dne 19. srpna 1942 byl v Berlíně, Plötzensee popraven gilotinou.

## Vyznamenání
- Československý válečný kříž 1939 in memoriam